# Alcis aagostigma
Alcis aagostigma là một loài bướm đêm trong họ Geometridae.